# アカエビ
アカエビ（赤海老、学名 Metapenaeopsis barbata ）は、十脚目クルマエビ科に分類されるエビの一種。西日本から東南アジアまでの温暖な内湾に生息するエビで、食用にもなる。
但し、日本では「アカエビ」の呼称は本種以外の「赤い体色のエビ」にも地方名として広く用いられる。例えば同じクルマエビ科ではトラエビやサルエビ、クルマエビ科以外のナミクダヒゲエビやホッコクアカエビ等も地方によって「アカエビ」と呼ばれる。
成体は体長12cmに達するが、流通するのは5-10cm程度の個体が多い。メスの方がオスより大きい。クルマエビよりも小さく、体型も細長い。体表全てに短毛が生えていて光沢はなく、手触りはザラザラしている。体色は赤褐色で、紫褐色の不規則な斑紋がある。標準和名は体色が赤褐色であることに由来するが、同属のトラエビ M. acclivis の方が赤みが強い。額角上縁に6-7個の鋸歯があるが、下縁には無い。眼の周りの頭胸甲上には触角上棘、胃上棘、肝上棘がある。頭胸甲後側縁の「発音器」（鉄道の枕木のように等間隔に並ぶ僅かな突出）は18-25個で、同属のミナミアカエビ M. palmensis（発音器6-12）、トラエビ（発音器13-18）等と区別できる。
鰓腔内に等脚類のエビヤドリムシ Parapenaeon consolidata が寄生することがあり、寄生された個体は頭胸甲側面の一部が円く膨らむ。
相模湾以南の西日本からマレーシアまで、北西太平洋の温暖な海域に分布する。内湾の砂泥底に生息し、日本では三河湾・伊勢湾・瀬戸内海・有明海・八代海に多い。
トラエビ、キシエビ、サルエビ等の類似種とともに、底引き網等の沿岸漁業で漁獲される。高級ではないが手頃な食材として流通し、むきえび、干物、唐揚げ、煮つけ、佃煮等に幅広く利用される。食用以外にはマダイ等の釣り餌に使われることもある。